# راسيل إي. دونهام
راسيل إي. دونهام (بالإنجليزية: Russell E. Dunham)‏ هو عسكري أمريكي، ولد في 23 فبراير 1920 في إيست كاروندلت في الولايات المتحدة، وتوفي في 6 أبريل 2009 في غودفري في الولايات المتحدة.